# Florianikirche (Graz)
Die Florianikirche ist eine kleine römisch-katholische Bergkirche im 16. Grazer Gemeindebezirk Straßgang. Sie steht auf dem Florianiberg, einer 527 m ü. A. hohen Erhebung des Berglands westlich von Graz.

## Lage und Landschaft
Die Stadt Graz wird im Westen vom Plabutsch-Buchkogel-Höhenzug begrenzt. Ganz im Südwesten erhebt sich – schon außerhalb des Gemeindegebiets – der Bockkogel (539 m ü. A.), dessen östlicher Sporn in das Grazer Becken ist der Florianiberg, der sich knapp 200 Meter über die Stadt erhebt. Nördlich liegt der Stadtteil Webling, am Ostfuß Straßgang, südlich befindet sich Seiersberg und südwestlich Gedersberg, die beide zur Gemeinde Seiersberg-Pirka gehören. Am Nordfuß fließt der kleine Katzelbach, der das Bad Straßgang bewässert.
Die Kirche ist ein schöner Aussichtspunkt über den Süden der Stadt und das Grazer Feld, wenn auch heute etwas im Wald gelegen. Eine Straße (Florianibergstraße) führt von Straßgang nach Gedersberg hinauf, von dort führt der Florianibergweg zur Kirche. Westlich über den Bockkogel verläuft der steirischer Mariazellerweg (Österreichischer Weitwanderweg 06), auf dem lokalen Wanderweg Nr. 2 kann hierher und hinunter zum Friedhof und der Pfarrkirche Straßgang am Bergfuß, oder nach Seiersberg gewandert werden.

## Geschichte und Gestaltung
Die dem heiligen Florian geweihte Kirche wurde im Jahr 1597 anstelle eines älteren Vorgängerbaus auf der Spitze des Florianiberges errichtet. Stifterin war Erzherzogin Maria Anna von Bayern, die Ehefrau von Erzherzog Karl II., dem Stifter einiger Grazer Kirchenbauten. Sie ist auf einem Bildnis dargestellt, wie sie dem Baumeister Anweisungen gibt und ihre Tochter Geld an die Armen verteilt. Zu großem Ansehen gelangte die Kirche durch einen Brand im ersten Sack (zwischen Hauptplatz und erstem Sacktor gelegen, in der heutigen Sackstraße) im Jahr 1670. Die Legende besagt, dass der Brand durch ein Gebet an den heiligen Florian gelöscht wurde und die Grazer Bürgerschaft gelobte aus Dank eine jährliche Wallfahrt auf den Florianiberg. Die Wallfahrt mit anschließendem Volksfest am sogenannten Florianisonntag (erster Sonntag im Mai) ist heute noch lebendig.
Bekannt sind die Stuckaturen des Künstlers Joseph Antonio Serenio und die Deckenfresken von Georg Adam Echter, welche fünfzehn Szenen aus dem Leben des römischen Soldaten und christlichen Märtyrers, des heiligen Florian, zeigen. Der Hochaltar von Jakob Peyer stammt aus der Rokokozeit (1768) und auf ihm befindet sich eine Statue des Kirchenpatrons mit steirischem Herzogshut und bekleidet mit einer Soldatenrüstung, die aus dem Himmel Wasser auf den Sack-Brand gießt. Die Seitenaltäre zeigen Abbildungen von mehreren Heiligen.